# Enciclopedia federiciana
L'Enciclopedia federiciana (intitolata Federico II. Enciclopedia fridericiana nell'edizione cartacea, Federiciana nella versione online) è un'opera tematica, interamente incentrata sulla figura e la vicenda storica di Federico II di Svevia e del suo ambiente, edita dall'Istituto dell'Enciclopedia Italiana.
L'opera, presentata nel 2005, si aggiunge ad altre analoghe iniziative enciclopediche tematiche, che l'Istituto ha dedicato a singole figure, come l'Enciclopedia dantesca, l'Enciclopedia virgiliana e l'Enciclopedia oraziana, rispetto alle quali, tuttavia, la Fridericiana si pone in posizione particolare, essendo le precedenti enciclopedie tematiche Treccani tutte dedicate a personaggi di spessore letterario.

## Comitato direttivo
Presidente del comitato direttivo dell'opera è lo storico Ortensio Zecchino, docente di Storia delle istituzioni medievali nell'Università degli Studi "Suor Orsola Benincasa" di Napoli. Gli altri membri sono Girolamo Arnaldi, Arnold Esch, Cosimo Damiano Fonseca, Antonio Menniti Ippolito e Alberto Varvaro.

## Contenuti dell'opera

### Autori
L'opera si avvale dei contributi di circa 220 esperti qualificati, italiani e stranieri, specialisti del medioevo, dell'epoca normanno-sveva, e del mondo arabo, tra i quali, a titolo esemplificativo, David Abulafia, Girolamo Arnaldi, Giulia Barone, Pina Belli D'Elia, Renato Bordone, Ovidio Capitani, Cristina Carbonetti, Cesare Colafemmina, Errico Cuozzo, Fulvio Delle Donne, Roberto Delle Donne, Arnold Esch, Cosimo Damiano Fonseca, Hubert Houben, Nicola Masini, Antonio Menniti Ippolito, Norbert Kamp, Andreas Kiesewetter, Maria Luisa Meneghetti, Agostino Paravicini Bagliani, Jean Richard, Francesca Roversi Monaco, Wolfgang Stürner, Anna Laura Trombetti Budriesi, Alberto Varvaro, Ortensio Zecchino.

### Contenuti
L'impostazione è enciclopedico-lessicografica, con voci biografiche specifiche su personaggi storici, non di esclusiva pertinenza normanno-sveva, scelti fra quelli le cui vicende compongono il quadro storico, letterario, filosofico, artistico e culturale dell'epoca.
Alla componente biografica si affiancano voci su eventi storici, temi giuridici, artistici, architettonici e urbanistici, organizzativi e amministrativi, su relazioni culturali e diplomatiche, su nuclei tematici filosofici, scientifici, letterari, ecc.
L'opera annovera circa 600 voci, raccolte in due volumi, corredate da pregiate illustrazioni, con 700 immagini e 64 tavole fuori testo.
Il terzo volume, aggiunto in séguito, è dedicato all'edizione delle opere letterarie e giuridiche prodotte dall'imperatore svevo: tra queste, oltre al celebre trattato venatorio De arte venandi cum avibus, vi è anche, a cura di Ortensio Zecchino, un'edizione, con traduzione e saggio introduttivo, delle Costituzioni di Melfi, da un incunabolo del 1492, precedentemente ignoto, scoperto nella Biblioteca colombina di Siviglia, poco prima della redazione dell'enciclopedia.
La stampa è tirata su carta speciale inalterabile, prodotta espressamente per l'opera.
L'enciclopedia è stata pubblicata in prima edizione a tiratura limitata nel 2005-2008 in 2499 esemplari. La seconda edizione, del 2006-2008 (dal contenuto identico alla prima), consta, invece, di 1999 esemplari contrassegnati manualmente con numeri romani.

#### Accessibilità on line
L'intero contenuto testuale dei lemmi, con esclusione del corredo iconografico, è disponibile gratuitamente on line sul sito dell'Istituto Treccani. Le voci dell'enciclopedia sono accessibili, insieme agli altri contenuti digitalizzati, compresi il Dizionario biografico degli italiani, l'Enciclopedia biografica universale, l'Enciclopedia dei papi, attraverso la funzione di ricerca: questo strumento interno agisce solo sui titoli delle voci e, allo stato attuale, non permette né lo scorrimento del lemmario né che la ricerca si estenda al testo contenuto nel corpo delle singole voci. Nella messa in linea dei contenuti, solo in rari casi sono stati implementati collegamenti ipertestuali ad altre voci.